# Наседкина, Ольга Владимировна
О́льга Влади́мировна Насе́дкина (род. 28 декабря 1982, Фрунзе) — казахстанская (до 2002 года — киргизская) волейболистка, игрок сборной Казахстана и ВК "Жетысу".

## Биография
Ольга Наседкина родилась в Киргизии. Там она и начала играть в волейбол. Её единственной профессиональной командой в Кыргызстане был «Беш-Сары».
В 2000 году её заметила знаменитый казахстанский тренер Н. А. Щербакова и пригласила в Алматы, в клуб «Глотур» (бывшее «Алма-Динамо»).
В 2001 году «Глотур» прекратил существование и Ольга перешла в «Рахат». В это же время её начинают приглашать в сборную Казахстана. Но выступление за сборную было сопряжено с проблемами, связанными с тем, что Ольга выступала ранее за молодежную сборную Кыргызстана. После разрешения проблемы Ольга стала одной из ведущих нападающих сборной Казахстана. В составе «Рахата» Ольга становится 7-кратным чемпионом Казахстана, победителем клубного чемпионата Азии.
В составе сборной Казахстана она выступает на пекинской Олимпиаде. Вернувшись с Олимпиады, игроки «Рахата» узнают о расформировании команды.
Ольга становится игроком «Жетысу», где снова выигрывает чемпионат страны. В сезоне 2009/10 она получает приглашение от челябинского Автодор-Метара. Отыграв полтора сезона, Ольга возвращается в «Жетысу», где снова становится чемпионом страны.
В составе сборной Ольга выиграла «серебро» на чемпионате Азии — 2005 и «бронзу» на Азиаде — 2010.